# Anatolijus Novikovas
Anatolijus Novikovas (russisch Анатолий Новиков, wiss. Transliteration Anatolij Novikov; * 1966) ist ein litauischer Jurist und Schachspieler russischer Herkunft.

## Leben
Novikovas stammt aus Niederlitauen. Er lernte an der A.-Jonynas-Schule-Internat für Blinde und Schwachsichtige Vilnius. Nach dem Abitur 1986 an der Antanas-Jonynas-Mittelschule Vilnius wollte er Schachtrainer werden und am Kūno kultūros institutas in Kaunas studieren. Damals wurden die litauischen Studenten als Schachtrainer aber in Minsk (Weißrussland) vorbereitet. Ab 1988 lernte er an der Vorbereitungsabteilung der Rechtsfakultät der Vilniaus universitetas. Im Frühling 1989 bestand er aber die Abschlussprüfungen nicht und durfte deshalb als Student nicht immatrikulieren. Im Herbst 1989 bestand er die Aufnahmeprüfungen der Fakultät und wurde Jurastudent. Beim Studium bekam er das Stipendium.  Im vierten Studienjahr arbeitete er schon als Jurist im Rat des LASS-Zentrums und im fünften Studienjahr (von 1993 bis 1994) als Oberspezialist in der Abteilung für Angelegenheiten der Behinderten am Sozialministerium Litauens. Später arbeitete er wieder im Rat des LASS-Zentrums, als Berater beim Arbeitsamt der Stadtgemeinde Vilnius und im Amt für Beratung der Arbeitsmarktbildung. Im fünften Studienjahr las er als Lektor die Vorlesungen für Finanzisten und Administratoren in den Unternehmen UAB „Sistema“ und UAB „Profesinio mokymo ir menedžmento institutas“.  1994 absolvierte er das Diplomstudium der Rechtswissenschaft. Nach dem Erwerb der Juristenlizenz 1996 arbeitete er als beratender Jurist in seiner privaten juristischen Praxis.  1999 bestand er die Prüfungen und ist seitdem als Rechtsanwalt in eigener Anwaltskanzlei in Naujamiestis tätig.

## Schach
Novikovas spielt Schach seit seinem 10. Lebensjahr. Von 1986 bis 1987 arbeitete er als Schachpädagoge in Klaipėda.
1993 belegte Novikovas den 3. Platz bei der litauischen Einzelmeisterschaft. 2000 wurde er zum  Internationalen Fernschachmeister ernannt.  Seine aktuelle Elo-Zahl (FIDE) beträgt 1817 (im Jahr 2015). Seine  höchste Elo-Zahl  betrug 1980 (im Juli 2000). Seine  höchste Elo-Zahl (ICCF) betrug 2487 (im Jahr 2000).